# Bundesgesetz über Geoinformation
Das Bundesgesetz über Geoinformation (GeoIG, Geoinformationsgesetz) regelt die Rechtsgrundlagen der Geoinformation, der Landesvermessung, der Landesgeologie, der amtlichen Vermessung, deren Aufgabenverteilung und Zuständigkeiten in der Schweiz. Es ist im Bereich der Geoinformation als Rahmengesetzgebung ausgestaltet und ergänzt die Fachgesetzgebungen der Bereiche Grundbuch, Planung, Bau, Umwelt, Strassen, Gewässer, Landwirtschaft, Wald, Jagd, Fischerei, Bevölkerungsschutz und viele mehr um allgemeine Rechtsbestimmungen zum Umgang mit Geoinformationen. In den Bereichen Landesvermessung, Landesgeologie und amtliche Vermessung gilt es selbst als Fachgesetzgebung dieser Bereiche.